# Tyszki-Gostery
Tyszki-Gostery (prononciation : [ˈtɨʂki ɡɔsˈtɛrɨ]) est un village polonais de la gmina de Czerwin dans le powiat d'Ostrołęka de la voïvodie de Mazovie dans le centre-est de la Pologne.
Il se situe à environ 12 kilomètres à l'est de Czerwin (siège de la gmina), 25 kilomètres au sud d'Ostrołęka (siège du powiat) et à 106 kilomètres au nord-est de Varsovie (capitale de la Pologne).
Le village compte approximativement une population de 60 habitants en 2006.

## Histoire
De 1975 à 1998, le village appartenait administrativement à la voïvodie d'Ostrołęka.